# Championnes de France de natation en bassin de 50 m du 100 m brasse
| Championnat | Lieu                                | Athlète                                           | Naissance | Âge   | Club                                                                        | Temps                          |
| ----------- | ----------------------------------- | ------------------------------------------------- | --------- | ----- | --------------------------------------------------------------------------- | ------------------------------ |
| 1958        | Paris Georges-Vallerey              | Michèle Pialat                                    |           |       | Racing Club de France                                                       | 1 min 26 s 7                   |
| 1959        | Alger                               | Michèle Pialat                                    |           |       | Racing Club de France                                                       | 1 min 24 s 9                   |
| 1960        | Paris Georges-Vallerey              | Amélie Mirkowitch                                 |           |       | TC Micheville                                                               | 1 min 23 s 0 RF                |
| 1961 hiver  | Paris Piscine de Pontoise (33,33 m) | Jannick Moutier                                   |           |       | CN Roubaix                                                                  | 1 min 24 s 3                   |
| 1961 été    | Paris Georges-Vallerey              | Amélie Mirkowitch                                 |           |       | TC Micheville                                                               | 1 min 23 s 4                   |
| 1962 hiver  | Nancy                               | Michèle Pialat                                    |           |       | Racing Club de France                                                       | 1 min 25 s 0                   |
| 1962 été    | Paris Georges-Vallerey              | Michèle Pialat                                    |           |       | Racing Club de France                                                       | 1 min 22 s 5 RF                |
| 1963 hiver  | Marseille Piscine Vallier (25 m)    | Amélie Mirkowitch                                 |           |       | TC Micheville                                                               | 1 min 22 s 6                   |
| 1963 été    | Paris Georges-Vallerey              | Amélie Mirkowitch                                 |           |       | TC Micheville                                                               | 1 min 21 s 8 RF                |
| 1964 hiver  | Marseille Piscine Vallier (25 m)    | Michèle Pialat                                    |           |       | Racing Club de France                                                       | 1 min 22 s 9                   |
| 1964 été    | Paris Georges-Vallerey              | Nicolle Varvenne                                  |           |       | Mouettes Valenciennes                                                       | 1 min 23 s 7                   |
| 1965 hiver  | Marseille Piscine Vallier (25 m)    | Nicolle Varvenne                                  |           |       | Mouettes Valenciennes                                                       | 1 min 23 s 5                   |
| 1965 été    | Paris Georges-Vallerey              | Danièle Dorléans                                  |           |       | Cercle des nageurs de Marseille                                             | 1 min 22 s 1                   |
| 1966 hiver  | Le Mans (25 m)                      | non disputé                                       |           |       |                                                                             |                                |
| 1966 été    | Paris Georges-Vallerey              | Nathalie Macaire                                  |           |       | Cercle des nageurs de Marseille                                             | 1 min 21 s 8                   |
| 1967 hiver  | Caen (25 m)                         | non disputé                                       |           |       |                                                                             |                                |
| 1967 été    | Paris Georges-Vallerey              | Nathalie Macaire                                  |           |       | Cercle des nageurs de Marseille                                             | 1 min 23 s 8                   |
| 1968 hiver  | Montreuil                           | non disputé                                       |           |       |                                                                             |                                |
| 1968 été    | Paris Georges-Vallerey              | Amélie Gastaldello-Mirkowitch                     |           |       | USB Longwy                                                                  | 1 min 21 s 2                   |
| 1969 hiver  | Toulouse                            | Amélie Gastaldello-Mirkowitch                     |           |       | USB Longwy                                                                  | 1 min 23 s 0                   |
| 1969 été    | Paris Georges-Vallerey              | Véronique Arène                                   |           |       | Racing Club de France                                                       | 1 min 20 s 8                   |
| 1970 hiver  | Aix-en-Provence                     | Dominique Huin                                    |           |       | Girondins de Bordeaux                                                       | 1 min 22 s 3                   |
| 1970 été    | Paris Georges-Vallerey              | Dominique Huin                                    |           |       | Girondins de Bordeaux                                                       | 1 min 21 s 8                   |
| 1971 hiver  | Montreuil                           | Dominique Huin                                    |           |       | Girondins de Bordeaux                                                       | 1 min 21 s 4                   |
| 1971 été    | Paris Georges-Vallerey              | Dominique Huin                                    |           |       | Girondins de Bordeaux                                                       | 1 min 19 s 6 RF                |
| 1972 hiver  | Rouen (25 m)                        | Dominique Huin                                    |           |       | Girondins de Bordeaux                                                       | 1 min 18 s 9                   |
| 1972 été    | Vittel                              | Martine Claret                                    |           |       | ASPTT Lyon                                                                  | 1 min 19 s 7                   |
| 1973 hiver  | Paris Georges-Hermant               | Martine Claret                                    |           |       | ASPTT Lyon                                                                  | 1 min 20 s 7                   |
| 1973 été    | Vittel                              | Vivianne Leclerc                                  |           |       | S Chatou                                                                    | 1 min 19 s 97                  |
| 1974 hiver  | Bordeaux                            | Muriel Schmitt                                    |           |       | SR Colmar                                                                   | 1 min 19 s 29 RF               |
| 1974 été    | Paris Georges-Vallerey              | Muriel Schmitt                                    |           |       | SR Colmar                                                                   | 1 min 18 s 37 RF               |
| 1975 hiver  | Troyes                              | Annick de Susini                                  |           |       | Lyon Natation                                                               | 1 min 18 s 28 RF               |
| 1975 été    | Paris Georges-Vallerey              | Annick de Susini                                  |           |       | Lyon Natation                                                               | 1 min 18 s 11                  |
| 1976 hiver  | Tarbes                              | Annick de Susini                                  |           |       | Lyon Natation                                                               | 1 min 16 s 21 RF               |
| 1976 été    | Paris Georges-Vallerey              | Annick de Susini                                  |           |       | Lyon Natation                                                               | 1 min 16 s 35                  |
| 1977 hiver  | Rennes                              | Marianne Zeppa                                    |           |       | D Valenciennes                                                              | 1 min 17 s 97                  |
| 1977 été    | Paris Georges-Vallerey              | Catherine Marcassin                               |           |       | ASPTT Paris                                                                 | 1 min 16 s 69                  |
| 1978 hiver  | Lille                               | Annick de Susini                                  |           |       | Lyon Natation                                                               | 1 min 13 s 07 RF               |
| 1978 été    | Laval                               | Annick de Susini                                  |           |       | Lyon Natation                                                               | 1 min 13 s 17                  |
| 1979 hiver  | Nanterre                            | Annick de Susini                                  |           |       | Lyon Natation                                                               | 1 min 13 s 87                  |
| 1979 été    | Mulhouse                            | Annick de Susini                                  |           |       | Lyon Natation                                                               | 1 min 14 s 87                  |
| 1980 hiver  | Bordeaux                            | Catherine Poirot                                  | 1963      | 17    | Club des Nageurs de Paris                                                   | 1 min 13 s 92                  |
| 1980 été    | Brive-la-Gaillarde                  | Catherine Poirot                                  | 1963      | 17    | Club des Nageurs de Paris                                                   | 1 min 13 s 23                  |
| 1981 hiver  | La Rochelle                         | Catherine Poirot                                  | 1963      | 18    | Club des Nageurs de Paris                                                   | 1 min 13 s 14                  |
| 1981 été    | Dunkerque                           | Béatrice Billotet                                 |           |       | ASPTT Paris                                                                 | 1 min 14 s 21                  |
| 1982 hiver  | Toulouse                            | Claire Lemaire                                    |           |       | Stade poitevin                                                              | 1 min 14 s 24                  |
| 1982 été    | Megève                              | Claire Lemaire                                    |           |       | Stade poitevin                                                              | 1 min 14 s 86                  |
| 1983 hiver  | Tours                               | Catherine Poirot                                  | 1963      | 20    | FFN Orléanais                                                               | 1 min 12 s 08 RF               |
| 1983 été    | Bordeaux                            | Catherine Poirot                                  | 1963      | 20    | FFN Orléanais                                                               | 1 min 14 s 31                  |
| 1984 hiver  | Strasbourg                          | Catherine Poirot                                  | 1963      | 21    | CJF Fleury                                                                  | 1 min 13 s 22                  |
| 1984 été    | Paris Georges-Vallerey              | Catherine Poirot                                  | 1963      | 21    | CJF Fleury                                                                  | 1 min 11 s 79                  |
| 1985 hiver  | Aix-en-Provence                     | Pascaline Louvrier                                | 1971      | 14    | SN Charleville-Mézière                                                      | 1 min 12 s 53                  |
| 1985 été    | Dunkerque                           | Flovia Manfredi                                   |           |       | Enfants de Neptune de Tours                                                 | 1 min 16 s 17                  |
| 1986 hiver  | Rennes                              | Pascaline Louvrier                                | 1971      | 15    | SN Charleville-Mézière                                                      | 1 min 11 s 06                  |
| 1986 été    | Millau                              | Pascaline Louvrier                                | 1971      | 15    | SN Charleville-Mézière                                                      | 1 min 11 s 11                  |
| 1987 hiver  | Mulhouse                            | Pascaline Louvrier                                | 1971      | 16    | SN Charleville-Mézière                                                      | 1 min 12 s 38                  |
| 1987 été    | Strasbourg                          | Pascaline Louvrier                                | 1971      | 16    | SN Charleville-Mézière                                                      | 1 min 10 s 87                  |
| 1988 hiver  | Vittel                              | Pascaline Louvrier                                | 1971      | 17    | D Charleville-Mézière                                                       | 1 min 11 s 25                  |
| 1988 été    | Dunkerque                           | Virginie Bojaryn                                  |           |       | D Charleville-Mézière                                                       | 1 min 13 s 60                  |
| 1989 hiver  | Forbach                             | Pascaline Louvrier                                | 1971      | 18    | SN Charleville-Mézière                                                      | 1 min 12 s 82                  |
| 1989 été    | Paris Georges-Vallerey              | Pascaline Louvrier                                | 1971      | 18    | SN Charleville-Mézière                                                      | 1 min 12 s 86                  |
| 1990 hiver  | La Rochelle                         | Pascaline Louvrier                                | 1971      | 19    | SN Charleville-Mézière                                                      | 1 min 13 s 64                  |
| 1990 été    | Narbonne                            | Audrey Guérit                                     |           |       | Cercle des nageurs de Marseille                                             | 1 min 12 s 62                  |
| 1991 hiver  | Saint-Étienne                       | Virginie Bojaryn                                  |           |       | D Charleville-Mézière                                                       | 1 min 12 s 86                  |
| 1991 été    | Millau                              | Pascaline Louvrier                                | 1971      | 20    | SN Charleville-Mézière                                                      | 1 min 13 s 36                  |
| 1992 hiver  | Dunkerque                           | Audrey Guérit                                     |           |       | Cercle des nageurs de Marseille                                             | 1 min 12 s 27                  |
| 1992 été    | Mennecy                             | Aude Heinrich                                     |           |       | SN Metz                                                                     | 1 min 12 s 71                  |
| 1993 hiver  | Mennecy                             | Constance Leblond                                 |           |       | ES Saint-Florentin                                                          | 1 min 11 s 57                  |
| 1993 été    | Paris Georges-Vallerey              | Vivianne Chuiton                                  |           |       | Cercle des Nageurs de Brest                                                 | 1 min 12 s 53                  |
| 1994 hiver  | Lille                               | Aude Heinrich                                     |           |       | SN Metz                                                                     | 1 min 12 s 01                  |
| 1994 été    | Aix-les-Bains                       | Karine Brémond                                    |           |       | Istres SN                                                                   | 1 min 11 s 82                  |
| 1995 hiver  | Mennecy                             | Laurence Henri                                    |           |       | CS Clichy 92                                                                | 1 min 12 s 44                  |
| 1995 été    | Canet-en-Roussillon                 | Aude Heinrich                                     |           |       | SN Metz                                                                     | 1 min 12 s 33                  |
| 1996 hiver  | Dunkerque                           | Karine Brémond                                    |           |       | Istres SN                                                                   | 1 min 10 s 78                  |
| 1996 été    | Montpellier                         | Karine Brémond                                    |           |       | Istres SN                                                                   | 1 min 12 s 49                  |
| 1997        | Mennecy                             | Marjorie Distel                                   |           |       | D Obernai                                                                   | 1 min 13 s 38                  |
| 1998        | Amiens                              | Constance Leblond                                 |           |       | CS Clichy 92                                                                | 1 min 11 s 18                  |
| 1999        | Dunkerque                           | Karine Brémond                                    |           |       | Istres SN                                                                   | 1 min 11 s 74                  |
| 2000        | Rennes                              | Delphine Leprest                                  |           |       | Cercle des Nageurs de Melun-Dammarie                                        | 1 min 10 s 85                  |
| 2001        | Chamalières                         | Beatrice Caslaru (open) Delphine Leprest          | 1975 1978 | 26 23 | Cercle des Nageurs de Chalon-sur-Saône Cercle des Nageurs de Melun-Dammarie | 1 min 10 s 55 1 min 10 s 88    |
| 2002        | Chalon-sur-Saône                    | Anne-Sophie Le Paranthoën                         | 1977      | 25    | CS Clichy 92                                                                | 1 min 10 s 84                  |
| 2003        | Saint-Étienne                       | Anne-Sophie Le Paranthoën                         | 1977      | 26    | CS Clichy 92                                                                | 1 min 10 s 55                  |
| 2004        | Dunkerque                           | Kirsty Balfour (open) Laurie Thomassin            | 1984 1986 | 20 18 | Royaume-Uni Cercle des Nageurs de Carpentras                                | 1 min 10 s 24 1 min 11 s 08    |
| 2005        | Nancy                               | Kirsty Balfour (open) Anne-Sophie Le Paranthoën   | 1984 1977 | 21 28 | CS Clichy 92                                                                | 1 min 10 s 83 1 min 10 s 86    |
| 2006        | Tours                               | Kirsty Balfour (open) Anne-Sophie Le Paranthoën   | 1984 1977 | 22 29 | CS Clichy 92                                                                | 1 min 09 s 11 1 min 10 s 09 RF |
| 2007        | Saint-Raphaël                       | Elena Bogomazova (open) Anne-Sophie Le Paranthoën | 1982 1977 | 25 30 | Lagardère Paris Racing Cercle des nageurs de Marseille                      | 1 min 08 s 63 1 min 09 s 37    |
| 2008        | Dunkerque                           | Elena Bogomazova (open) Sophie de Ronchi          | 1982 1985 | 26 23 | Canet 66 Natation ES Massy Natation                                         | 1 min 08 s 64 1 min 09 s 03    |
| 2009        | Montpellier                         | Fanny Babou                                       | 1989      | 20    | CNS St-Estève                                                               | 1 min 08 s 37 RF               |
| 2010        | Saint-Raphaël                       | Alena Alekseeva Coralie Dobral                    | 1989 1987 | 21 23 | CS Meaux Natation ES Massy Natation                                         | 1 min 09 s 73 1 min 09 s 75    |